# Leichtathletik-Weltmeisterschaften 2017/Teilnehmer (Nepal)
| Gelbes Symbol für Goldmedaillen mit stilisierten Olympischen Ringen | Graues Symbol für Silbermedaillen mit stilisierten Olympischen Ringen | Braundes Symbol für Bronzemedaillen mit stilisierten Olympischen Ringen |
| ------------------------------------------------------------------- | --------------------------------------------------------------------- | ----------------------------------------------------------------------- |
| —                                                                   | —                                                                     | —                                                                       |

Von Nepal wurde ein Athlet für die Weltmeisterschaften in London nominiert.

## Ergebnisse

### Männer

#### Laufdisziplinen
| Athlet       | Disziplin | Vorlauf | Vorlauf | Halbfinale | Halbfinale | Finale | Finale |
| Athlet       | Disziplin | Zeit    | Platz   | Zeit       | Platz      | Zeit   | Platz  |
| ------------ | --------- | ------- | ------- | ---------- | ---------- | ------ | ------ |
| Bhumiraj Rai | Marathon  |         |         |            |            | DNF    | DNF    |